# Etiopski opći izbori 2005.
Opći izbori u Etiopiji održani su za donji dom Parlamenta Etiopije Dom zastupnika naroda (amharski: የሕዝብ ተወካዮች ምክር ቤት, Yehizbtewekayoch Mekir Bet) u kojem je 547 članova. 22 su zadržana za zastupnike manjinskih naroda. Zastupnike se bira na petogodišnji mandat u izbornim jedinicama s jednim mjestom. Prije izbora održani su skupovi vladajuće koalicije ENRDF i oporbe. 2005. godine održani su 15. svibnja. 59,8% mjesta osvojila je koalicija Etiopski narodni revolucionarni demokratski front. 19,9% osvojila je Koalicija za jedinstvo i demokraciju. Ujedinjene etiopske demokratske snage osvojile su 9,5%. Demokratska stranka naroda Somalaca osvojila je 4,3%. Oromski federalistički demokratski pokret osvojio je 2,0%. Ostali su osvojili manje od 2%: stranke naroda Benišangul-Gumuz, Afar, Gambela, Šeko, Mezenger, Hareri, Argoba i dr. 8. srpnja objavljeni su prvi službeni rezultati. Bilo je sumnji na regularnost te su studenoga izbili prosvjedi koje je policija krvavo ugušila. Premijer je i nakon ovih izbora ostao Meles Zenawi iz ENRDF-a.